# Sikorsky S-61

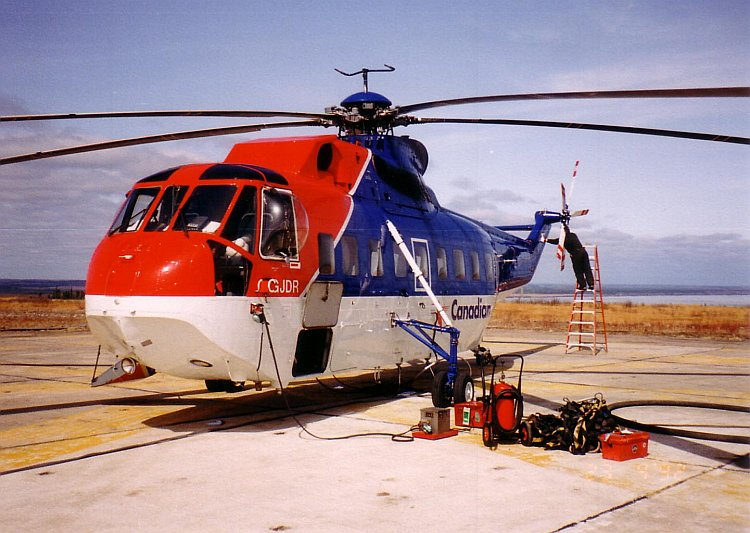
Вертоліт компанії Canadian Helicopters Sikorsky S-61L на базі Колд-Лейк у 1992

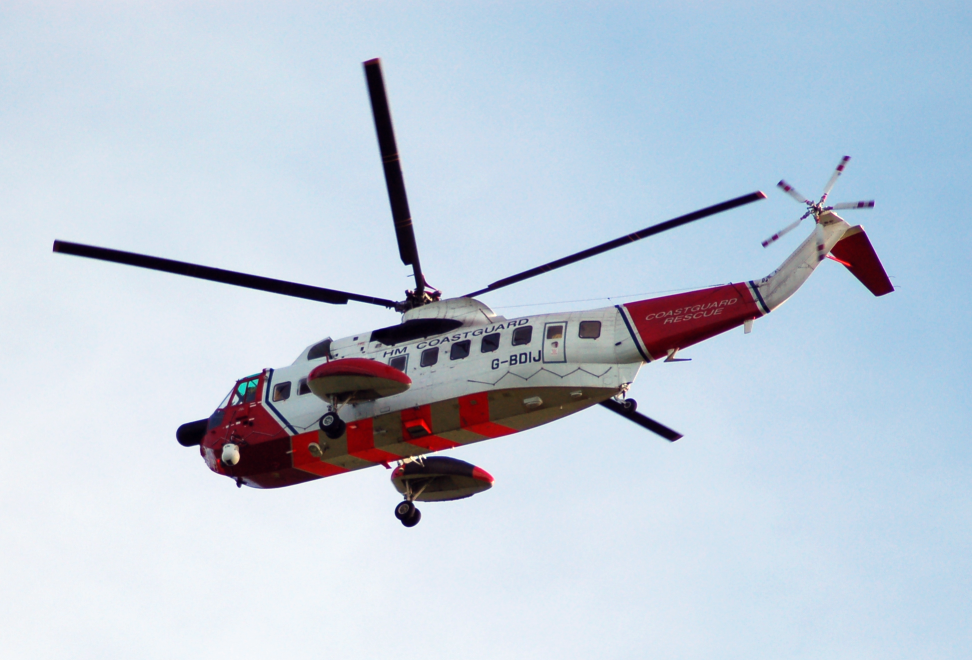
Вертоліт компанії Bristow Helicopters S-61N працює за зверненням берегової охорони Великої Британії

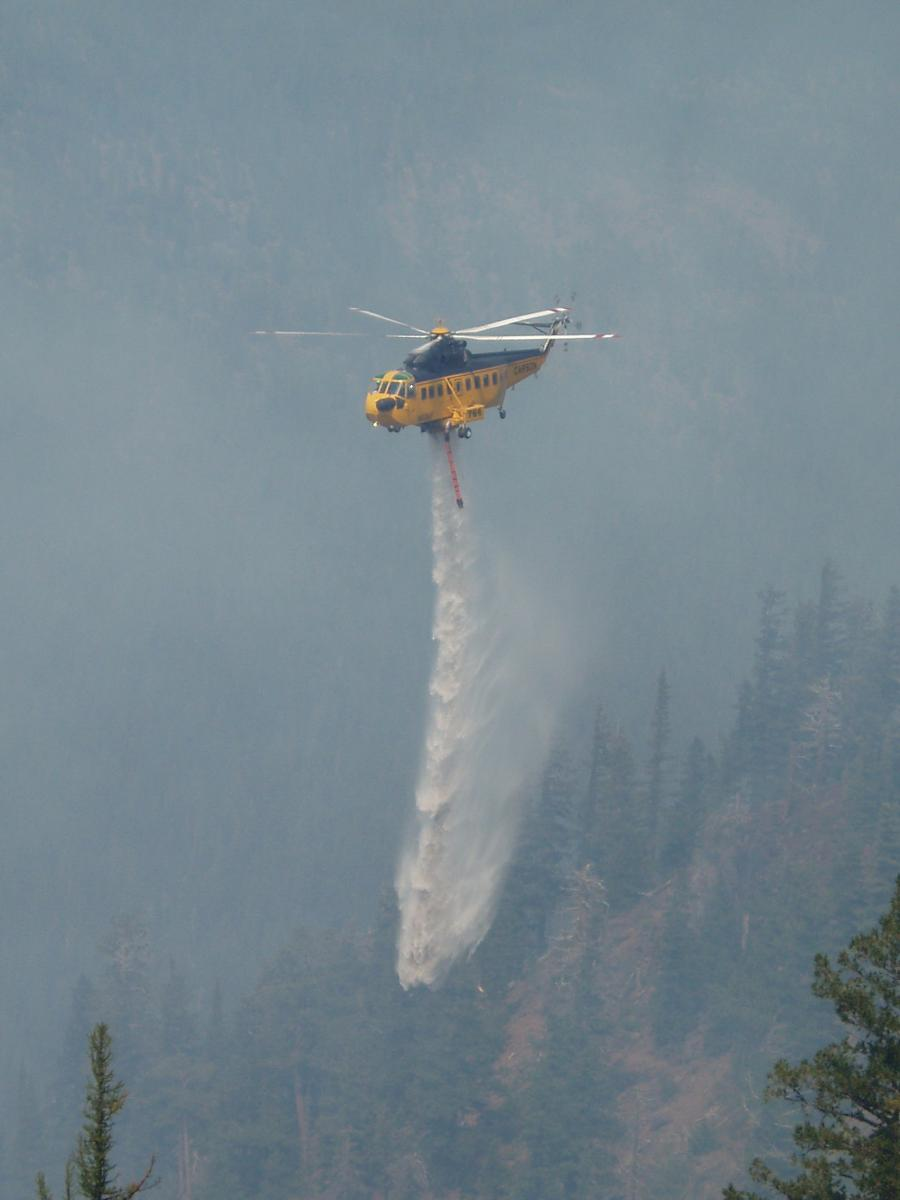
Вертоліт компанії Carson Helicopters Fire King працює на пожежі 2007 WSA Lightning Complex.

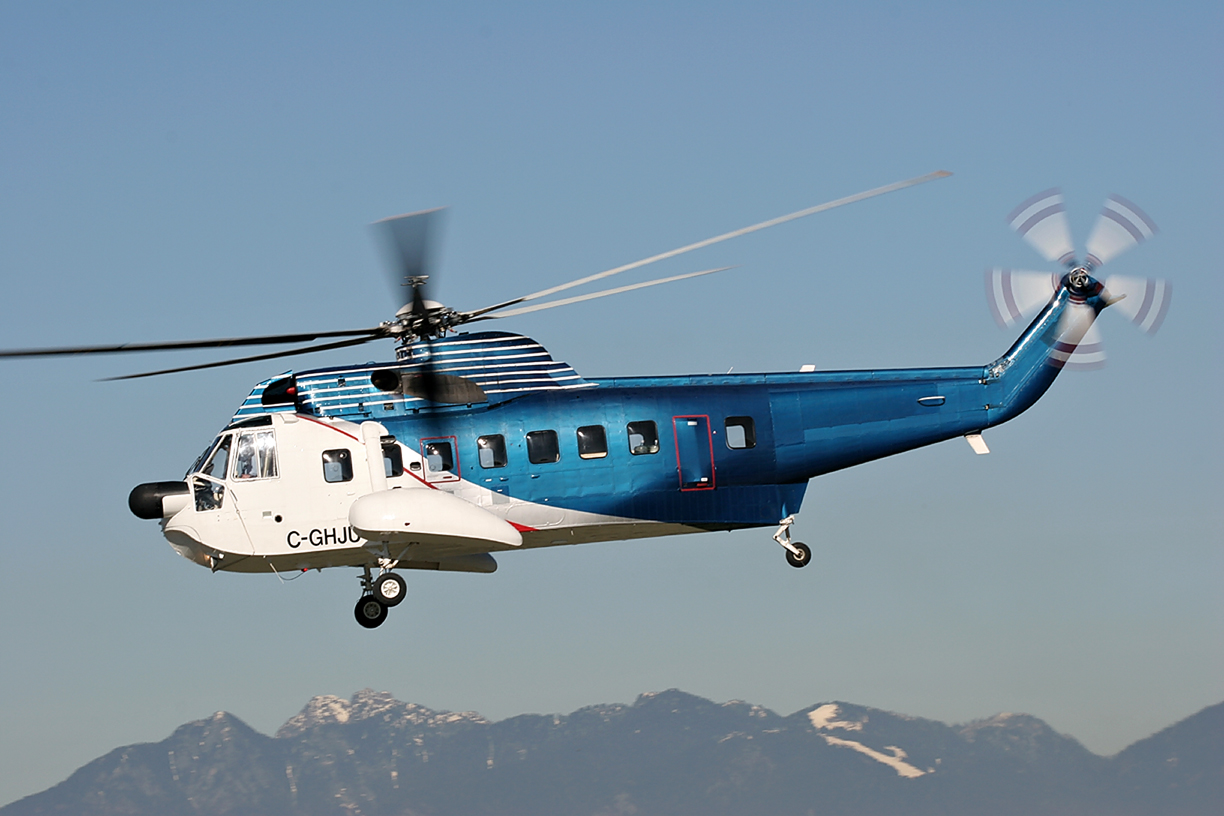
HeliJet's S-61N у Ванкуверському міжнародному аеропорту

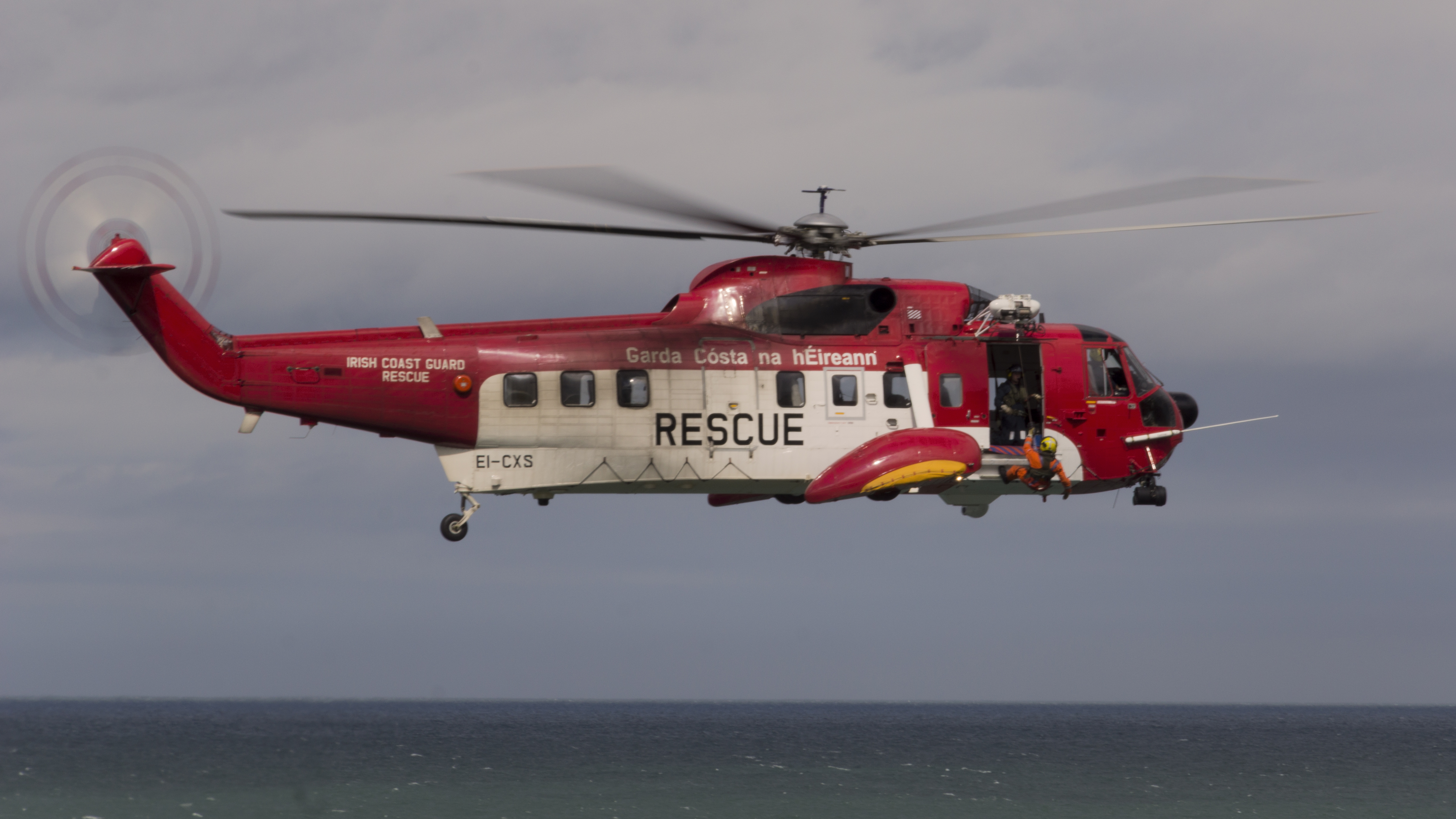
Вертоліт S-61N ірландської берегової охорони у 2012

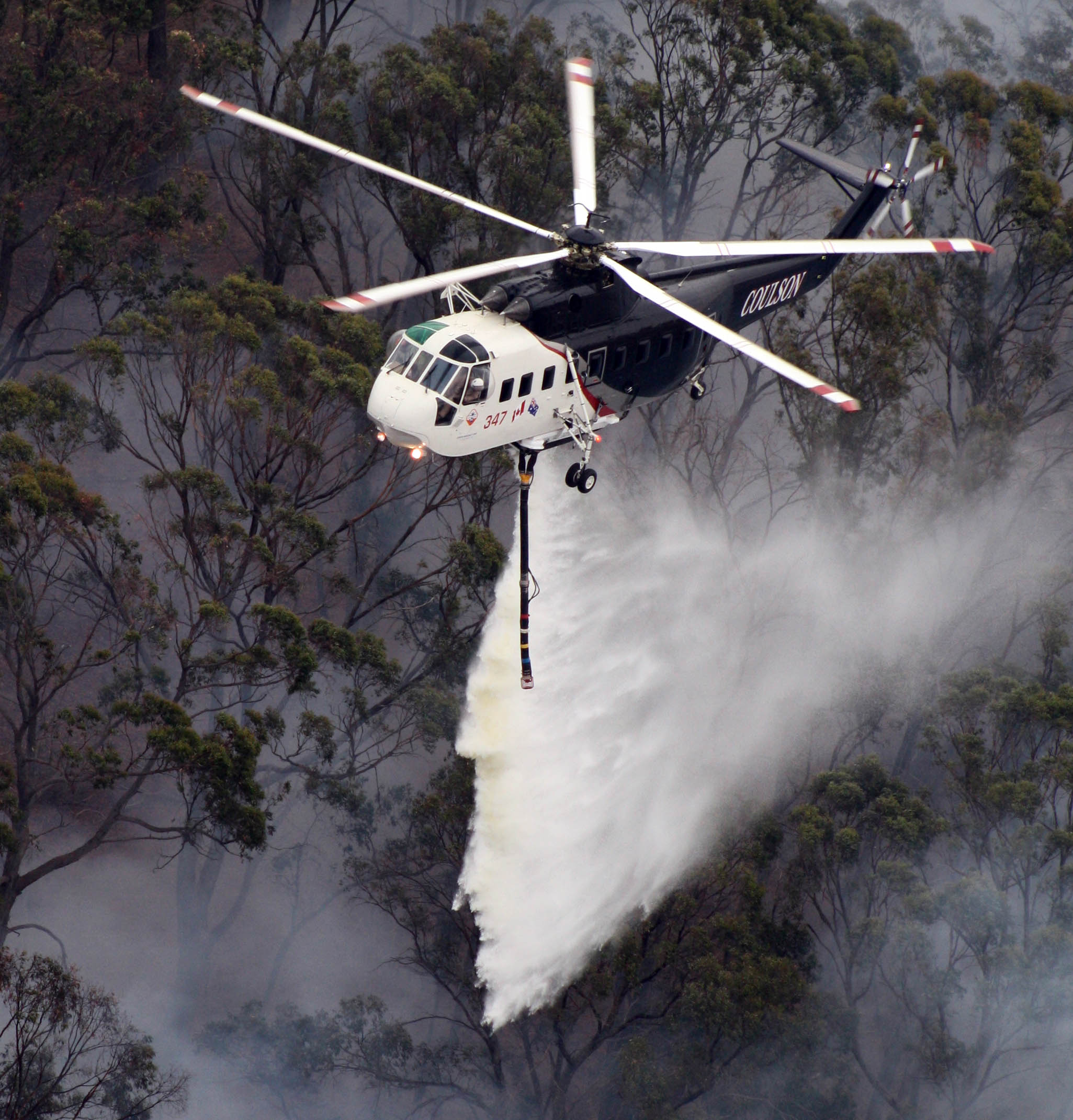
Вертоліт компанії Coulson Aircranes S61N гасить пожежу в Австралії.

Sikorsky S-61L та S-61N цивільні варіанти успішного вертольота SH-3 Sea King. Це два вертольоти, які найчастіше використовують на авіалініях та у нафтовидобувній промисловості.

## Проектування і розробка
У вересні 1957 року Сікорський отримав контракт ВМС США на виробництво амфібійного мисливця за субмаринами, який здатний знаходити і знищувати субмарини. Прототип XHSS-2 Sea King піднявся у повітря 11 березня 1959. Серійне виробництво HSS-2 (пізніше SH-3A) було розпочато у вересні 1961, спочатку вертоліт мав два турбовальних двигуна потужністю 930 кВт (1250 к.с.) General Electric T58-GE-8B.
Сікорський був готовий швидко випускати цивільну модель вертольота Sea King. S-61L вперше піднявся у повітря 2 листопада 1961 і був на 1,30 м довший ніж HSS-2 щоб нести значне навантаження ваги або пасажирів. Початкова машина S-61L мала два турбовальних двигуна потужністю 1350 к.с. (1005 кВт) GE CT58-140, цивільна версія T58. S-61L має модифіковане  шасі без плавучих стабілізаторів.
Першим цивільним оператором, який почав використовувати S-61, стали Los Angeles Airways, представивши його 11 березня 1962, за ціною $650,000 за машину.
7 серпня 1962 року, вперше піднявся у повітря S-61N. Машина загалом схожа на S-61L, але ця версія була оптимізована для роботи над водою, загалом у нафтовидобувній промисловості, отримавши поплавці від SH-3. Обидва S-61L та S-61N були оновлені до стандарту Mk II зі встановленням більш потужніших двигунів CT58-110, що дало покращення для роботи на великій висоті, зменшення вібрації і інші покращення деталей.
Payloader, урізана версія, що використовувалася як кран, стала третьою цивільною версією S-61. Payloader має фіксоване шасі версії S-61L, але вага порожньої машини була менша на 910 кг ніж стандарт S-61N.
Carson Helicopters стала першою компанією, яка скоротила комерційну версію S-61. Фюзеляж було скорочено на 1,30 м для збільшення продуктивності одного двигуна і зовнішнього навантаження.
Унікальні версія S-61 Shortsky переробка S-61L і S-61N компанією Helipro International, VIH Logging став першим замовником переробки HeliPro Shortsky, яка вперше піднялася в повітря у лютому 1996.
Одна з модифікацій S-61 має композитні лопаті несного гвинта Carson. Ці лопаті замінили оригінальні металеві лопаті Сікорського, які були схильні до втоми. Композитні лопаті несного гвинта Carson допомогли модифікувати вертоліт для перевезення додаткових 907 кг навантаження, збільшення швидкості на 28 км/год і збільшення дальності до 113 км.
Останньою версією вертольоту є модернізована S-61T. Державний департамент США підписав договір на 110 модернізованих вертольотів S-61T для перевезення вантажів і пасажирів по всьому світу. Перші два модернізовані вертольоти S-61 будуть виконувати завдання з підтримки посольства США у Афганістані.

## Варіанти
S-61LНе амфібійна цивільна транспортна версія. Він може вміщувати до 30 пасажирів
S-61L Mk IIПокращена версія вертольоту S-61L, яка обладнана вантажними контейнерами..
S-61N
Амфібійна цивільна транспорта версія.
S-61N Mk IIПокращена версія вертольоту S-61N.
S-61NMМодель L у конфігурації N.
S-61T TritonS-61 модернізоване оновлення Sikorsky і Carson; Оновлення включали нові композитні лопаті несного гвинта, повна переробка структури планера, переробка стулчастої головки гвинта на не стулчасту, нові модульні проводи, нова авіоніка скляної кабіни Cobham; початкові моделі було перероблено на S-61N.

## Оператори
Канада
- CHC Helicopter[10].
- Cougar Helicopters[11].
- Coulson Aircrane[12].

 Гренландія
- Air Greenland[13].

 Ліван
- Lebanese Air Force[14].

 Велика Британія
- Bristow Helicopters[15].

 США
- AAR Corp[16].
- Carson Helicopters[17][18].
- Croman Corporation[19]
- Helicopter Transport Services[20].
- Державний департамент США[21].

 Україна
- ВМС ЗС України[22][23].

### Колишні оператори
Канада
- Берегова охорона Канади[24].
- Helijet

 Ірландія
- Irish Coast Guard[25][26].

 Нідерланди
- KLM Helikopters[27][28].

 Пакистан
- Pakistan International Airlines[29].

 Велика Британія
- British Airways Helicopters[30].
- British International Helicopters[31]
- Берегова охорона Її Величності[32].

 США
- Los Angeles Airways[33].
- New York Airways[34].
- San Francisco і Oakland Helicopter Airlines[35].

## Відомі нещасні випадки

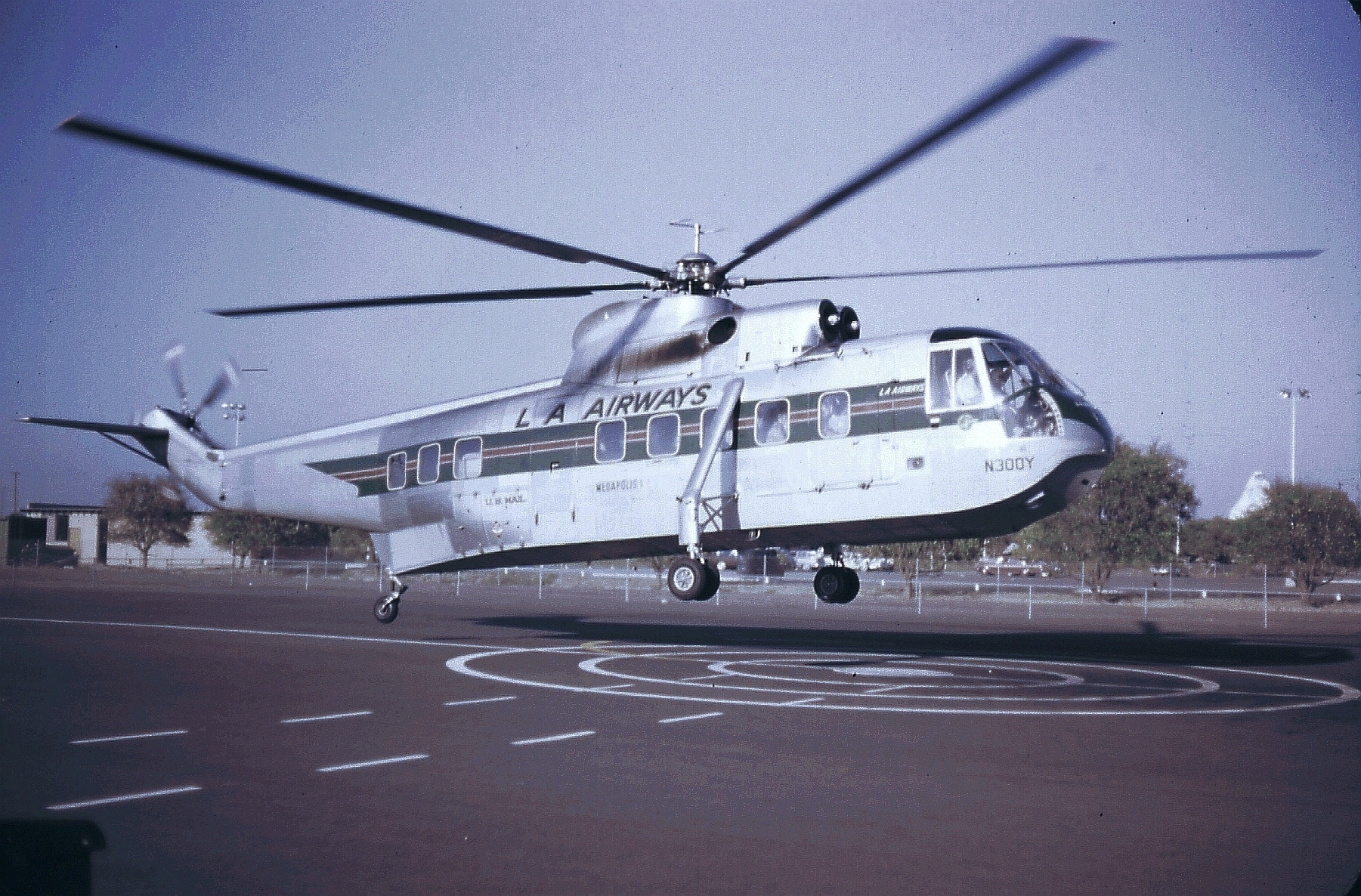
N300Y, прототип Los Angeles Airways вертольоту Сікорського S-61L, який злітає з вертодрому Діснейленду

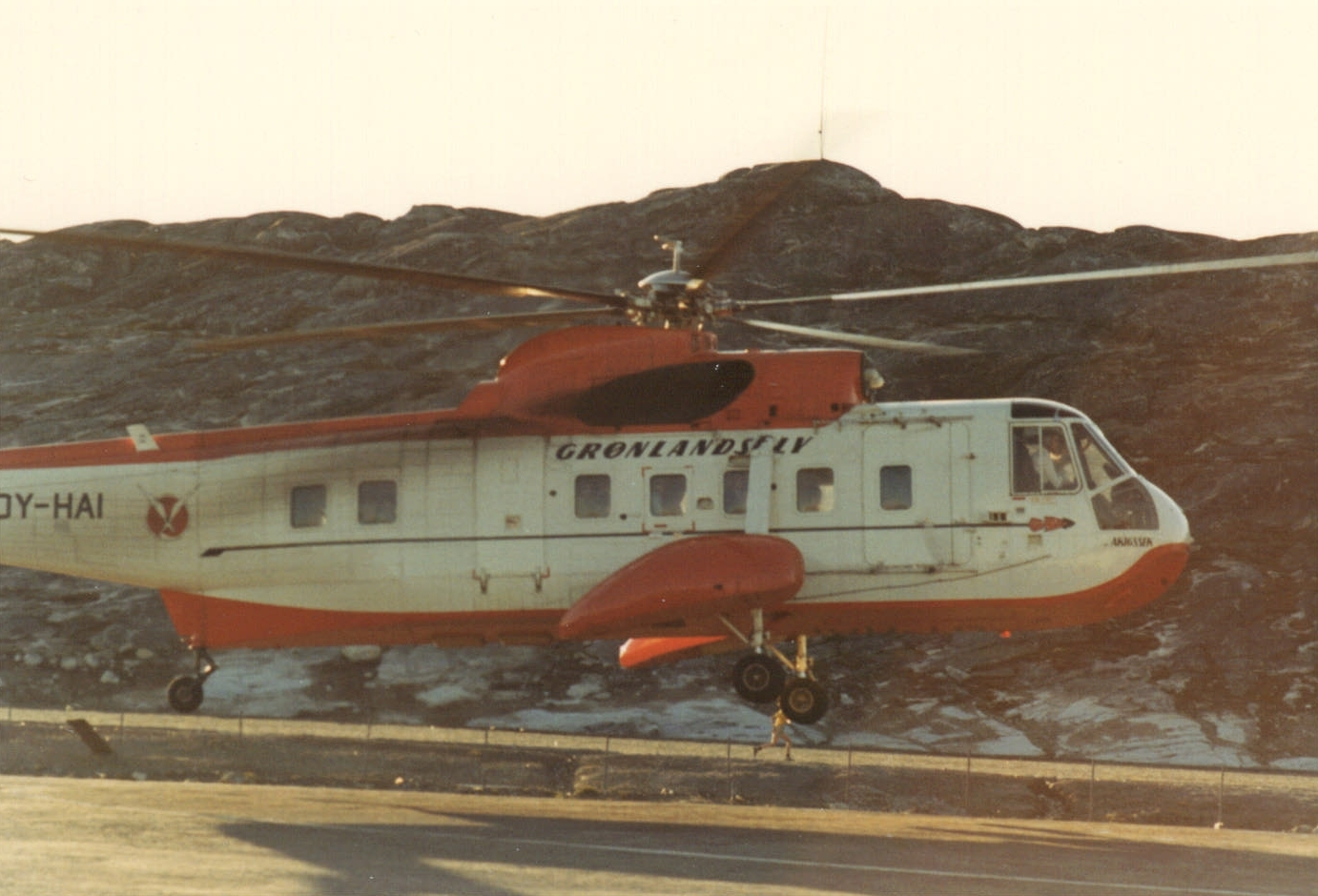
OY-HAI, S-61N на вертодромі Нуук перед своїм фатальним вильотом 25 жовтня 1973

- Pakistan International Airlines Рейс 17  Sikorsky S-61, який розбився 2 лютого 1966 на місцевій авіалінії під час польоту в Східному Пакистані. Кількість жертв становила 23 людини, один вижив.
- 22 травня 1968 року, Los Angeles Airways Рейс 841 розбився поблизу Парамаунт, Каліфорнія, загинуло 23 особи. Вертоліт, який розбився, N303Y, серійний номер 61060, став вертоліт Sikorsky S-61L на шляху від Міжнародного аеропорту Лос-Анджелес  вертодрому Діснейленд у Анагаймі, Каліфорнія.
- 14 серпня 1968 року, Los Angeles Airways Рейс 417 розбився у Комптоні, Каліфорнія, на шляху до вертодрому Діснейленд у Анагаймі, Каліфорнія від Міжнародного аеропорту Лос-Анджелес, кількість жертв становила 21 людину. Вертоліт, який розбився, N300Y, серійний номер 61031, був прототипом Sikorsky S-61L.[36]
- 25 жовтня 1973 року, Greenlandair S-61N, OY-HAI «Akigssek» («Grouse») розбився у 40 км південніше Нуука, кількість жертв становила 15 осіб. Він був на шляху до Пааміуту з Нууку. Такий саме вертоліт зробив аварійну посадку у фьорді Кангерлуссуак 2 роками раніше, через загоряння обох двигунів, через лід у двигунах[37].
- 10 травня 1974 року, вертоліт KLM Noordzee Helikopters S-61N PH-NZC розбився на шляху до нафтовидобувної платформи у Північному морі. Загинули 2 члени екіпажу і 4 пасажири. Можливою причиною аварії є поломка одної з 5 лопатей несного гвинта через втому металу. Внаслідок дисбалансу відбувся збій двигуна, що призвело до пожежі. Не керований вертоліт впав у поду, перекинувся і затонув. Розслідування виявило, що тріщина через втому металу поширилася швидко, менш ніж за 4 години. Лопаті гвинта піддавали тиску в 69 кПа газоподібним азотом щоб визначити початок втоми металу, але втрати тиску не було визначено під час перевірки перед польотом. В результату було запропоновано зменшити інтервал перевірок[38] Вертоліт було піднято з дна Північного моря. Його відремонтували і зараз він під номером N87580 літає у США.[39].
- 16 травня 1977 року, комерційний вертоліт New York Airways S-61-L, N619PA, перекинувся на правий борт на верхівці будинку Pan Am при посадці пасажирів. У інциденті загинуло чотири пасажири і одна жінка на вулиці. 17 пасажирів і три члени екіпажи зазнали травм[40]. Через втому металу зламалася стійка шасі, що призвело до перекидання вертольоту. Через інцидент було закрито посадковий майданчик на будинку MetLife[41]. Уламки вертольоту було розібрано і спущено вниз за допомогою вантажних ліфтів. Планер відвезли до Кейп-Тауну, Південна Африка, де його переробили, сертифікували і повернули на службу як перший S61 корабельної служби Західного Кейпу компанії «Court Helicopter», яка пізніше об'єдналася з CHC[42].
- 16 липня 1983 року, комерційний вертоліт British Airways Helicopters S-61 G-BEON розбився у південній частині Кельтського моря, у Атлантичному океані, на шляху з Пензасу до острова Сен-Меріс у густому тумані. В живих залишилося лише 6 з 26 людей. Це викликало перегляд по відношенню до безпеки вертольотів і було найбільшою катастрофою цивільного вертольота у Великій Британії до 1986.
- 20 березня 1985 року, вертоліт Okanagan Helicopters S-61N (C-GOKZ) сів у Атлантичний океан біля Овлс-Хед, Нова Шотландія. Вертоліт прямував з MODU Sedco 709 на узбережжі Нової Шотландії до міжнародного аеропорту в Галіфаксі коли з коробки передач витекла трансмісійна рідина. На борту було 15 пасажирів і 2 члени екіпажу. Під час приводнення втрат не було, але декілька пасажирів страждали від гіпотермії. У результаті інциденту було покращено температурний захист у транспортних костюмах для берегових робітників на східному узбережжі Канади.
- 12 липня 1988 року, вертоліт British International Helicopters S-61N сів на воду в Північному морі, жертв не було.
- 25 липня 1990 року, вертоліт British International Helicopters Sikorsky S-61 реєстраційна назва 'G-BEWL' з аеропорту Самбург розбився на шляху до нафтової платформи Brent Spar при спробі посадки. Вертоліт упав у Північне море, шість з 13 пасажирів і членів екіпажу загинули[43].
- 8 липня 2006 року, рятувально-пошуковий вертоліт Sociedad de Salvamento y Seguridad Marítima S-61N Mk.II, впав у Атлантичний океан при перельоті з Тенерифе до Ла-Пальма. Усі шість людей на борту загинули.
- 5 серпня 2008 року, два пілота і сім пожежників, які прямували на пожежу в Iron Complex у каліфорнійському національному лісі Шаста-Трініті, загинули коли вертоліт Carson Helicopters S-61N N612AZ розбився при зльоті. З 13 осіб вижили лише один пілот і три пожежники з травмами різних ступенів складності. НРБТ виявило, що можливими причинами катастрофи могли бути такі дії Carson Helicopters: 1) навмисне заниження ваги порожнього вертольота, 2) переробка таблиці доступної потужності для збільшення вантажопідйомності і 3) використання незатверджених специфікацій перевищення мінімального крутного моменту в розрахунках продуктивності, які, в сукупності, призвели до того, що пілоти, спиралися на розрахунки продуктивності, зі значно завищеною вантажопідйомністю і без достатнього запасу продуктивності для успішного зльоту; а також недостатній контроль з боку лісової служби США і Федерального управління цивільної авіації. Через це льотний екіпаж був нездатний врахувати той факт, що вертоліт наблизився до своєї максимальної продуктивності. Крім того на загибель людей вплинули, інтенсивний вогонь, який почався через виток палива з паливних баків при ударі, які не мали захисту від удару, відрив від підлоги кабіни і використання невідповідного механізму вивільнення з сидінь[44][45][46][джерело?][джерело?]

## Льотно-технічні характеристики (S-61N Mk II)
Джерело: International Directiory of Civil Aircraft
Основні характеристики
- Екіпаж: 2 пілоти
- Пасажиромісткість: до 30 пасажирів
- Довжина: 17,96 м
- Висота: 5,32 м
- Діаметр несучого гвинта: 18,9 м

- Площа обертання несучого гвинта: 280,6 м²
- Маса порожнього: 5595 кг
- Маса спорядженого: 7332 кг
- Максимальна злітна маса: 8620 кг
- Силова установка: 2 × турбовальний General Electric CT58-140  1500 кс ( 1120 кВт)

Льотні характеристики
- Крейсерська швидкість: 222 км/год
- Практична дальність: 833 км
- Швидкопідйомність: 400—670 м/хв